# Cristuru Secuiesc
Cristuru Secuiesc (en hongrois : Székelykeresztúr) est une ville du județ de Harghita, dans le Pays sicule en Transylvanie.
La ville administre les deux villages suivants:
- Beteşti (Betfalva), qui appartenait à Mugeni jusqu'en 2004
- Filiaş (Fiatfalva)

## Localisation
La ville se trouve à 26 km au nord de Odorheiu Secuiesc (Székelyudvarhely), aux confluences de la Feernic (Fehér-Nyikó) et de la Gagy avec la Târnava Mare (Nagy-Küküllő).

## Origine du nom
La ville s'est nommé ainsi car l'église a été construite en l'honneur de la Sainte-Croix (Szentkereszt en hongrois). En 1333, elle se nommait Sancta Cruce en latin, puis Keresthw en 1459 en vieil-hongrois et enfin Székely Keresztur à partir de 1630. Le mot székely se réfère au Pays sicule. Le nom roumain Cristuru Secuiesc est une traduction du hongrois.

## Histoire
C'est en 1333 que la ville est mentionnée pour la première fois, sous le nom de Sancta Cruce en latin. La ville actuelle est née de l'unification des villages de Székelykeresztúr, Keresztúrfalva et Timafalva. Près de la ville, des fondations datant du VIIIe siècle ont été découvertes. La ville possédait une église de style roman dès le XIe-XIIe siècle. Autrefois, la ville était également appelée Szitakeresztúr du fait de ses fabricants de tamis (szita veut dire en hongrois tamis). À partir de 1459, elle est devenue une ville agricole, titre qu'elle a gardé jusqu'en 1886. Son école catholique a vu le jour en 1646. C'est également ici, dans le château Gyárfás que Sándor Petőfi a passé sa dernière nuit, le 30 juillet 1849 avant de partir à la bataille de Segesvár. C'est sous le poirier du jardin qu'il a écrit son dernier poème. Une plaque commémorative en son honneur a été inaugurée en 1929 et un « tombeau légendaire » a été érigé dans le cimetière.

## Démographie
Au recensement de 2002, la ville comptait 9 672 habitants, dont 9 201 hongrois, 239 roms, 220 roumains et 12 allemands.

## Politique et administration
| Période | Période  | Identité   | Étiquette | Qualité |
| ------- | -------- | ---------- | --------- | ------- |
| 2008    | En cours | Emil Rafai | UDMR      |         |

## Tourisme
- L'église catholique romaine, de style gothique du XVe siècle. L'année 1458 est mentionnée à l'intérieur, mais il s'agit probablement de la reconstruction de l'église datant du XIIe siècle. Lors de la rénovation de 1904, des fragments de fresques datant du XIIe siècle ont été découvertes. Sa tour a été construite entre 1779 et 1821, puis rénovée en 1929.
- L'église unitarienne construite entre 1781 et 1792, le lycée Berde Mózes Unitárius Gimnázium qu'il abrite a été ouvert en 1793[1].
- L'église réformée construite entre 1822 et 1834 sur l'emplacement d'une église plus ancienne datant du XVIIe siècle.
- L'église orthodoxe datant de 1938.
- Le musée István Molnár qui abrite des collections historiques et ethnographiques.
- À quelques kilomètres au sud de la ville se trouvent les bains thermales Sóskút.
- Le château Gyárfás où le poète hongrois Sándor Petőfi a passé sa dernière nuit.

## Jumelages
La ville de Cristuru Secuiesc est jumelée avec :
- Ajka (Hongrie)
- Csurgó (Hongrie)
- Derecske (Hongrie)
- Dévaványa (Hongrie)
- Dunakeszi (Hongrie)
- Kalocsa (Hongrie)
- Karcag (Hongrie)
- Kunszentmiklós (Hongrie)
- Lánycsók (Hongrie)
- 10e arrondissement de Budapest (Hongrie)
- Somogybabod (Hongrie)
- Zenta (Serbie)
- Moldava nad Bodvou (Slovaquie)

## Galerie

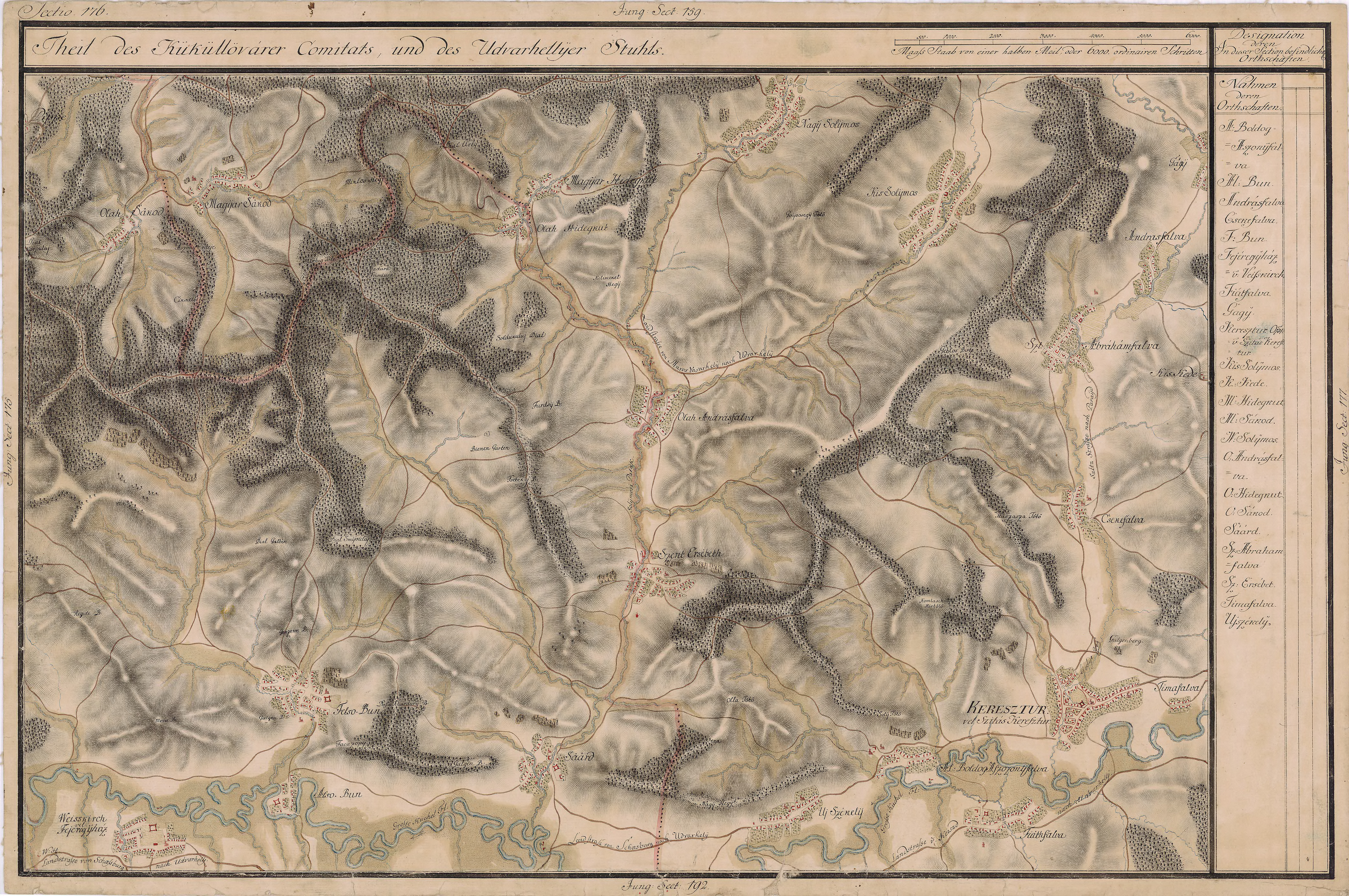
Székelykeresztúr et ses environs sur la carte de la Josephinische Landaufnahme (1769-1773).
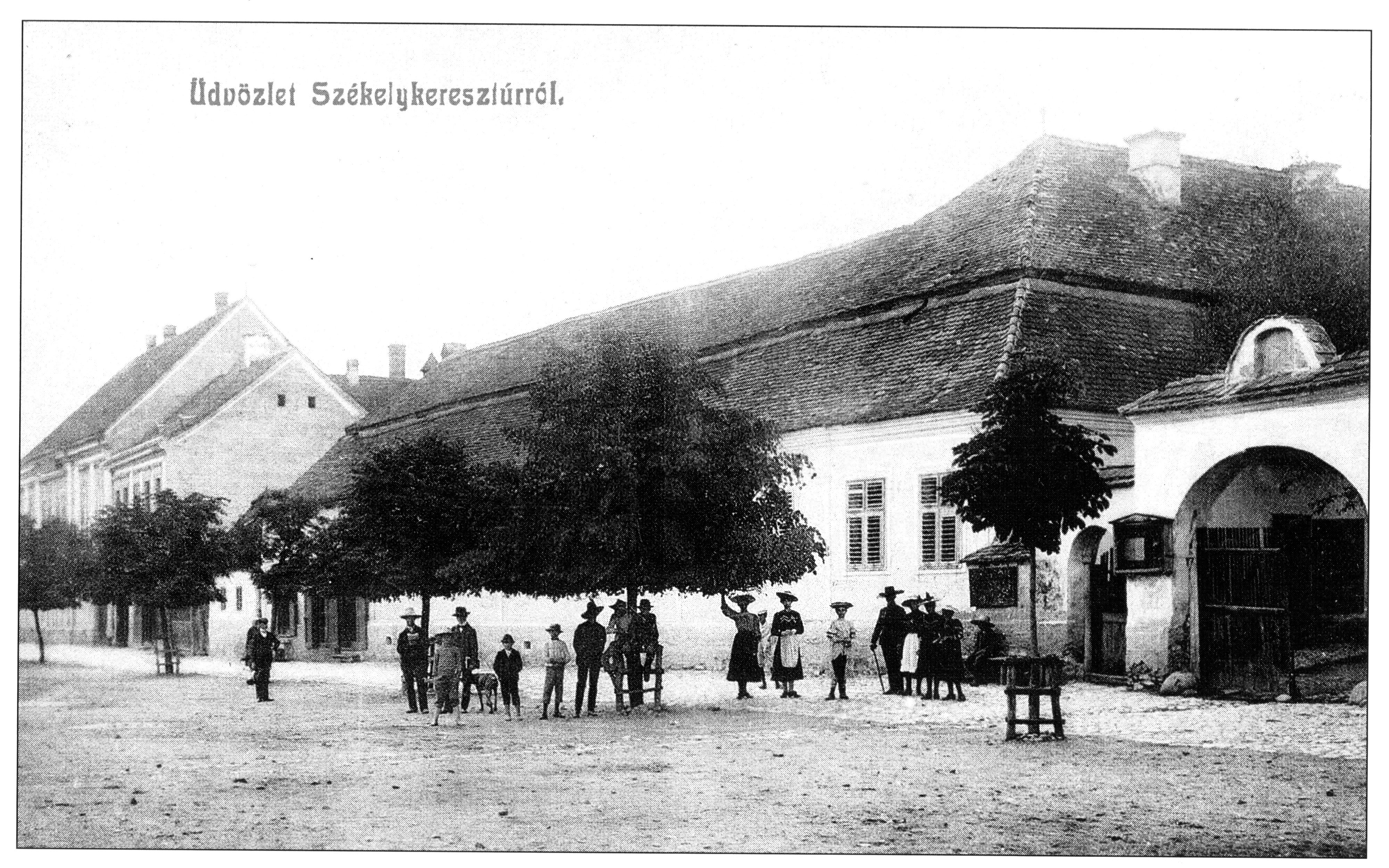
L'ancienne mairie sur une carte postale de 1900. On peut lire "Salutations de Székelykeresztúr".
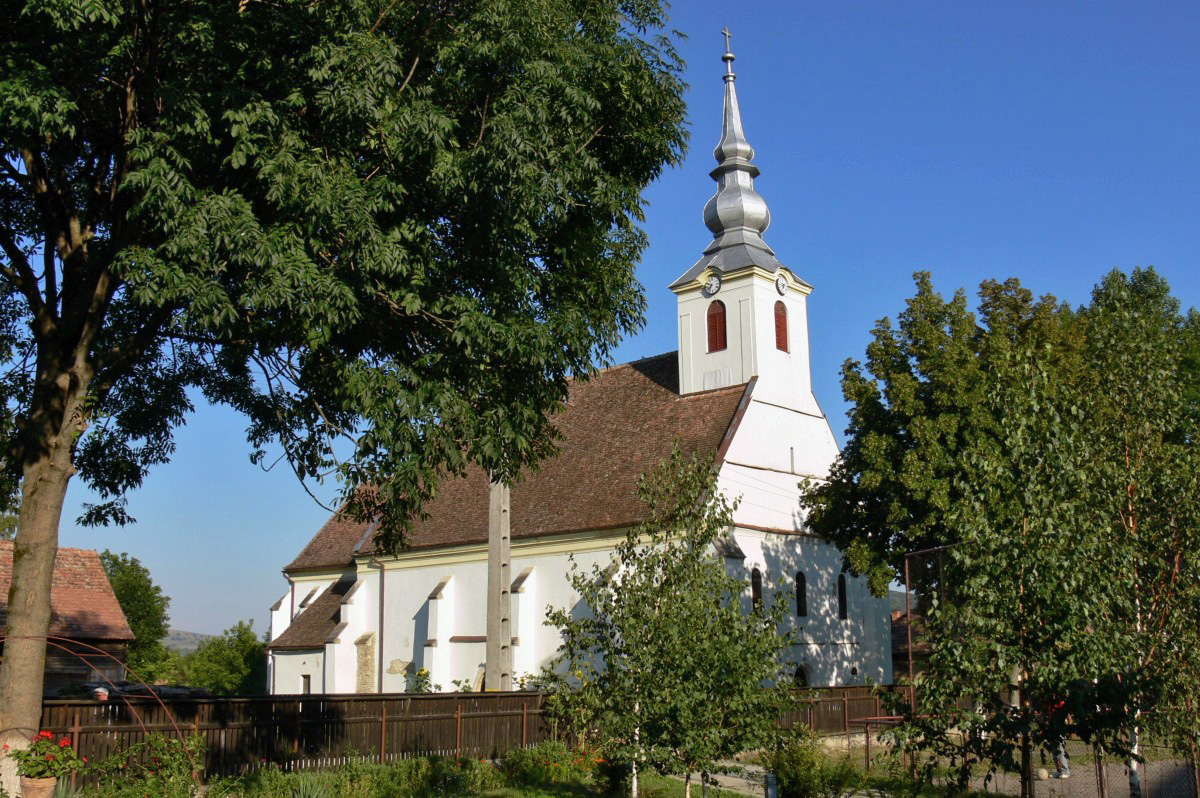
L'église catholique.
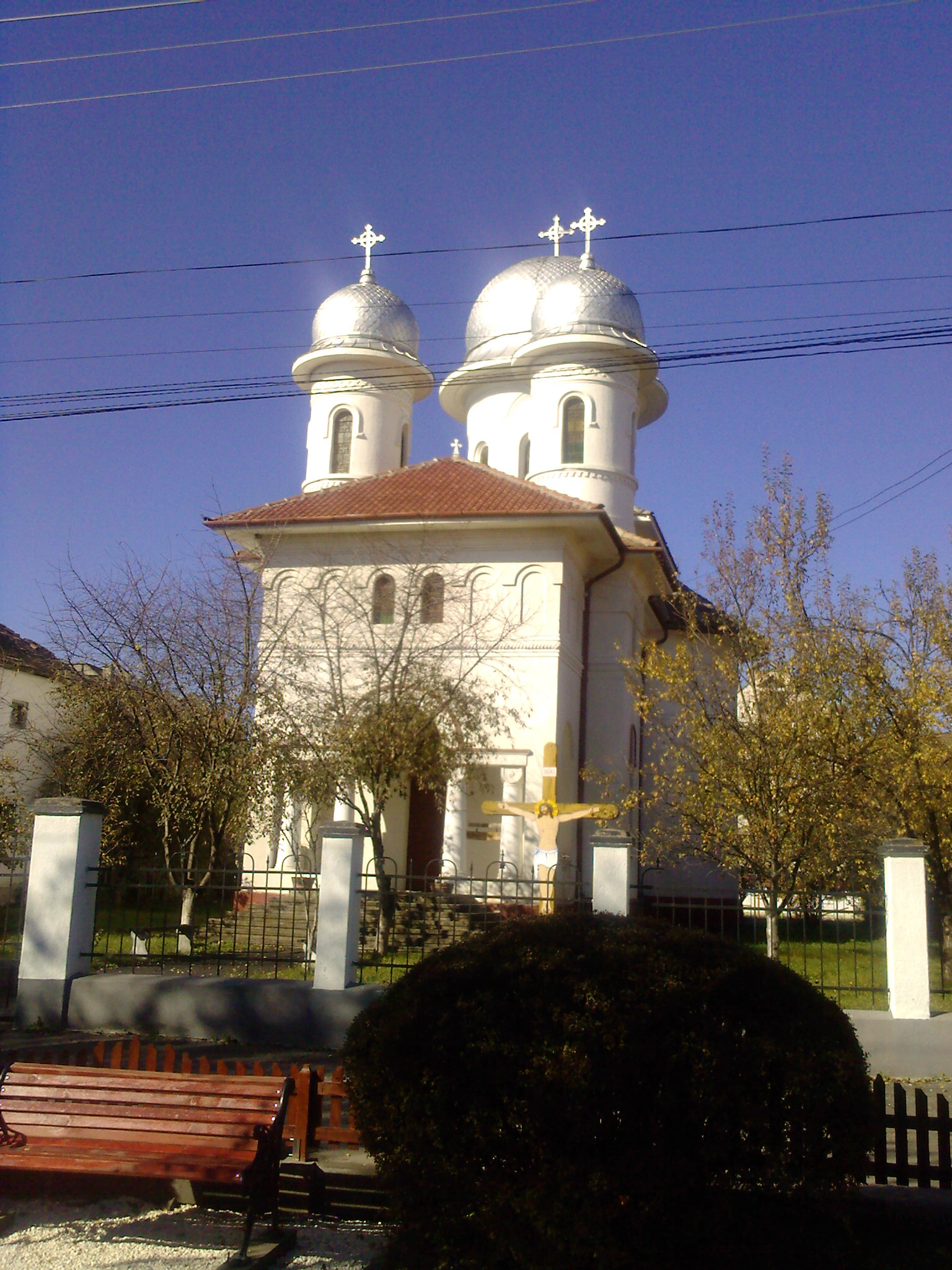
L'église orthodoxe.
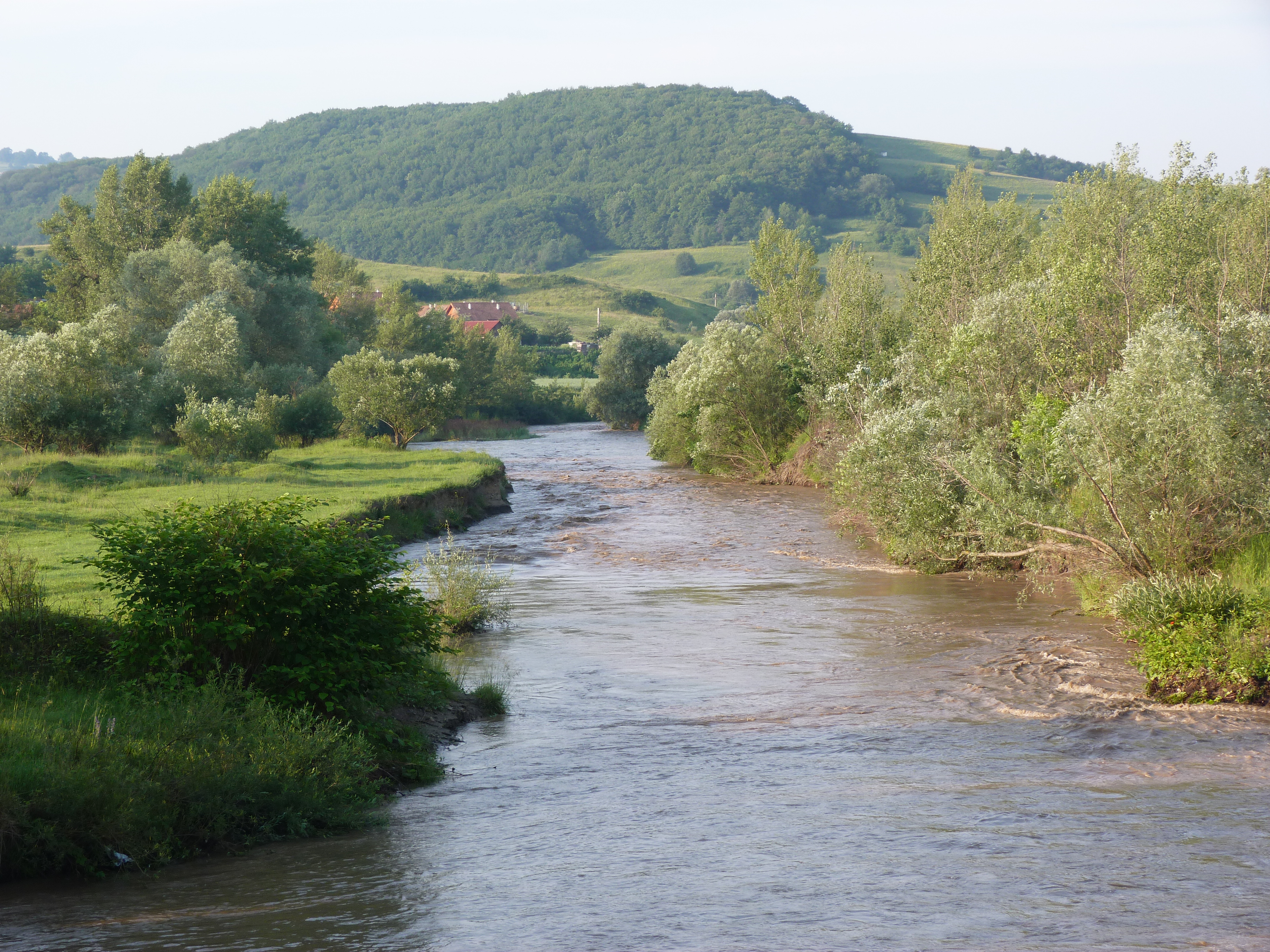
La Târnava Mare (Nagy-Küküllő) près de la ville.
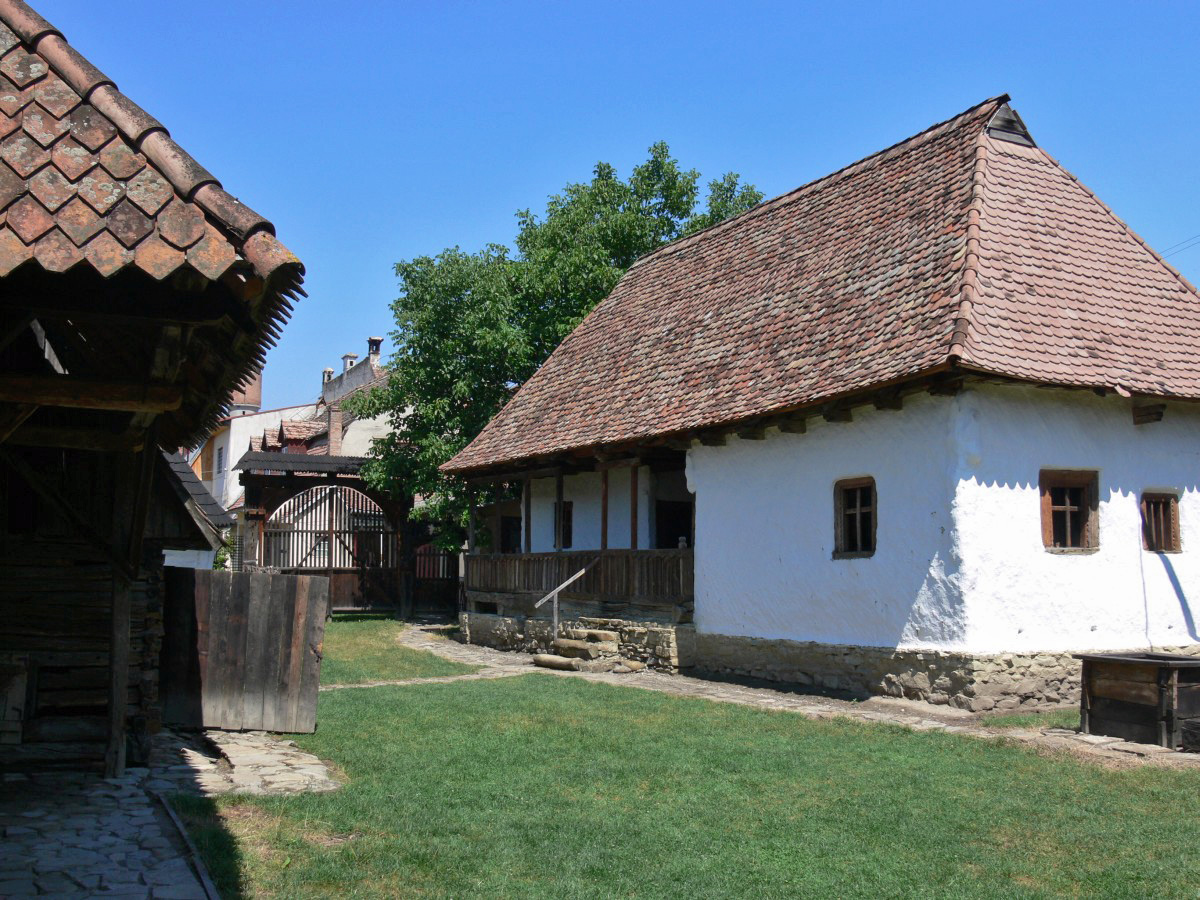
Maison rurale et porte sicule dans le Musée István Molnár.
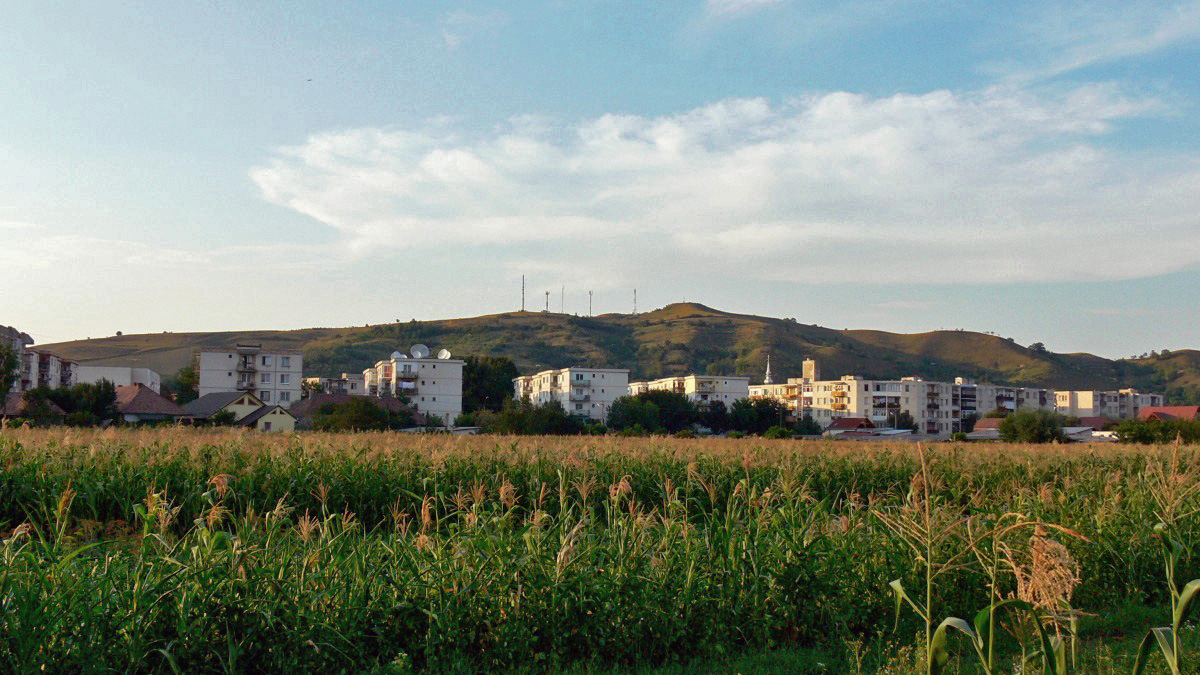
Le quartier Kossuth avec le mont Jézuskiáltó à l'arrière-plan.
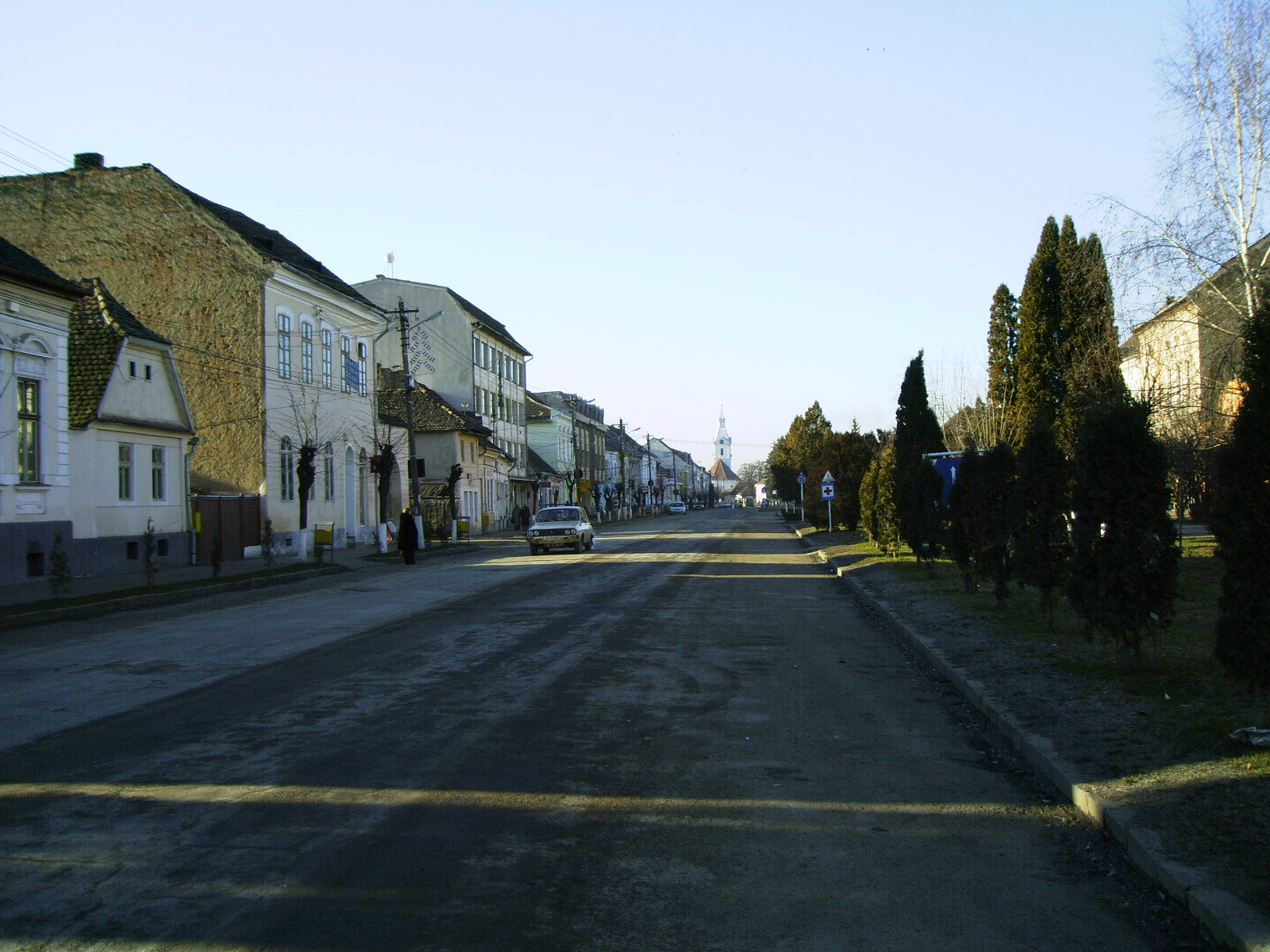
La place de la Liberté.
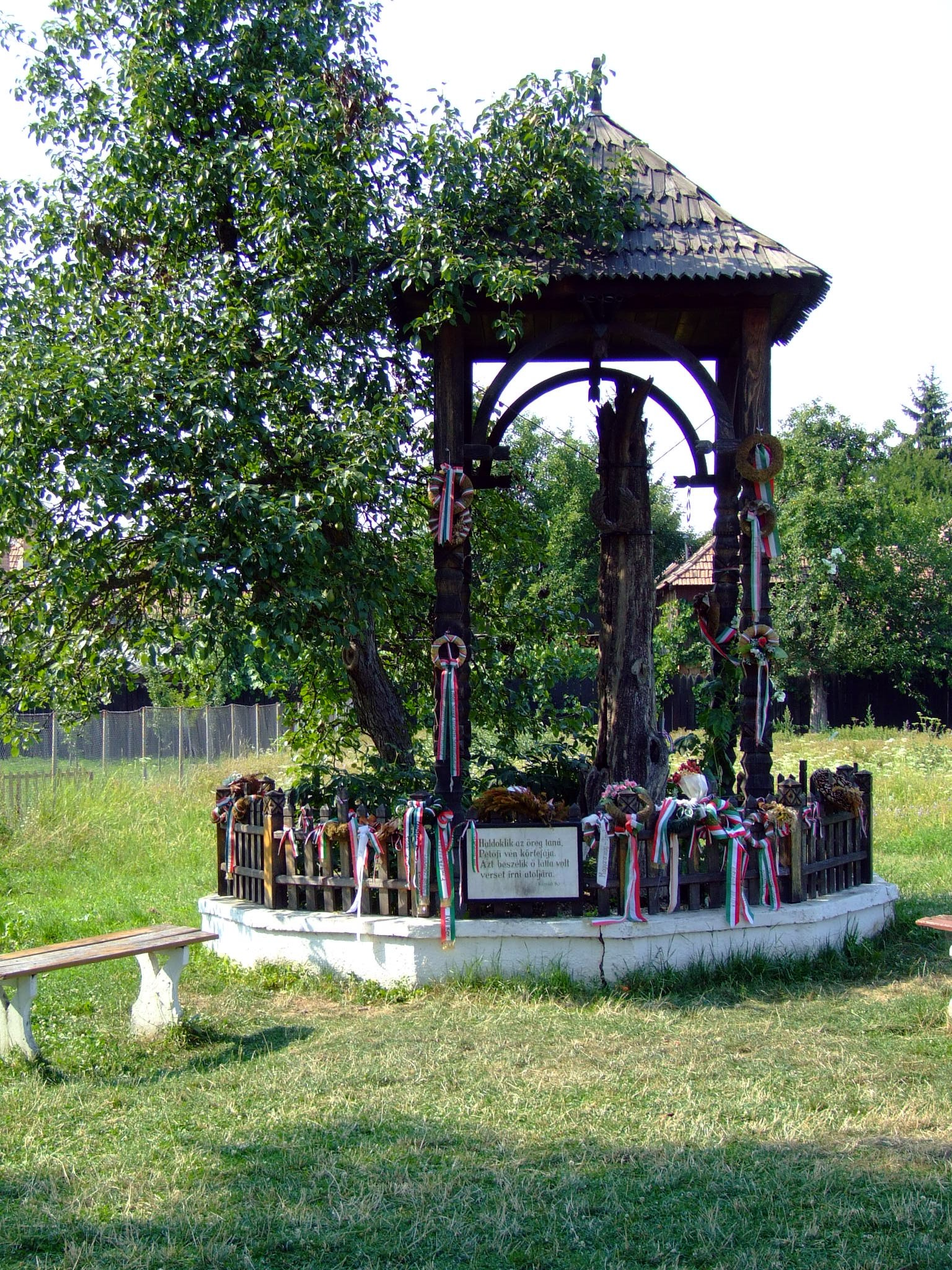
Le poirier de Petőfi.